# トーナメント方式
トーナメント（英: tournament）は、試合・競技で、敗者を除いていき、勝者どうしが戦い抜いて優勝を決める試合方式、勝ち残り式、勝ち抜き戦。すべての参加チームが、少なくとも1回は他のすべての相手と対戦するリーグ戦 (総当たり戦)に比べて、試合数が少なくてすむ。
ただ一人の勝者を選ぶ・順位を決める・興行として面白いものにする等の目的の違いや、期間・場所等の制限に応じて、さまざまな方式が考案されている。なお、日本語において単に「トーナメント」・「トーナメント方式」と言えば「勝ち残り式トーナメント」を指すことが多い。

## 定義

### 英語の「トーナメント」
英語における「トーナメント (tournament)」は日本語の「大会」や「選手権」などに近い意味を持ち、それ自体は大会方式に関係なく使われる語である。例えばFIFAワールドカップで「final tournament」と言えば、予選を勝ち抜いた出場国による本大会を指し、決勝トーナメントは「Knockout stage」と呼称される。
「トーナメント」の語の由来となったのは中世の騎士が行った「馬上槍試合」である。実際の戦争の代わりに行われ、名誉のみならず、金品、時には領土まで賭けたため死者が出ることもあった。

### 日本語での用法
一方、日本語で単に「トーナメント」と言った場合は勝ち残り式トーナメント（特にシングルイリミネーショントーナメント）のことを指すことが多く、「決勝トーナメント」という日本語独自の用語も生まれている。
ただし、ゴルフやテニスなどでは英語の「tournament」の意味に近い「大会」という意味で使われており、競技によっても扱いが異なる。日本サッカー協会(JFA)では2015年より「決勝トーナメント」という呼称を廃止している。

## トーナメントの種類
- 勝ち残り式トーナメント（ノックアウトトーナメント、勝ち抜き戦。日本語で単に「トーナメント」と言う場合、多くはこれを指す）
  - シングル イリミネーション トーナメント
  - ダブル イリミネーション トーナメント
  - パラマス トーナメント ＝ ステップ ラダー
    - ページ システム方式
- グループ トーナメント
  - 総当たり戦 ＝ “リーグ戦”
    - ラウンド ロビン トーナメント
      - シングル ラウンド ロビン トーナメント
      - ダブル ラウンド ロビン トーナメント
        - ホーム アンド アウェイ方式

  - スイス式トーナメント
    - マクマホン式トーナメント

  - その他（変則的総当たり戦など）

## 勝ち残り式トーナメント
勝ち残り式トーナメント（ノックアウトトーナメント、英: knockout tournament, knockout system）は、1対1の戦いによる勝ち抜き戦である。多くの変種が存在するが、基本形は以下に記載する「シングルイリミネーショントーナメント」である。

### シングルイリミネーション方式

16人による勝ち残りトーナメントの図

シングルイリミネーション方式（英: single-elimination tournament）は、勝負に負けた選手（チーム）はその時点で脱落し、勝者同士で対戦を繰り返しながら勝者を決定する方式。日本語で単に「トーナメント」と言えばこの方式を指すことが多い。なお陸上競技の短距離走・競泳など、一度の予選に複数人が参加し上位が上のステージに進出する形式もこれに類する。
対戦表の下の段から順に第n回戦と呼ぶ。最後の3回戦は第n回戦ではなくて準々決勝（クォーター・ファイナル、quarterfinal）→準決勝（セミ・ファイナル、semifinal）→決勝戦（ファイナル、final）と呼ぶ（ただし準々決勝という名称を使用せず準決勝の前まで第n回戦と呼ぶこともある）。また、準決勝の敗者同士の試合が行われる場合がある。これを3位決定戦 (third-place play off) と呼ぶ。
なお、陸上競技のトラック種目、競泳、スキークロスのようなレース形態のスポーツ競技の場合、準決勝2ゲーム（1組と2組）を行い、各組の上位半数の者が決勝へと進み、下位半数の者が下位の順位決定戦に回ることになる。この場合に、上位者の参加する通常の決勝戦を「A決勝」または「ビッグ・ファイナル (big final)」、下位者の参加する順位決定戦（上の例では5～8位決定戦）を「B決勝」または「スモール・ファイナル (small final)」と呼ぶ。
特殊な方式としてHBCカップジャンプ競技会では2004年から2020年まで16人をペアで競わせて8人、続いて4人に絞込み、決勝戦はその4人全員で一度に競技を行い優勝者を決めていた。
対戦表は、勝ち抜いたときの試合数が同数となるようにバランスをとって構成する。ただし、参加者数が2nとならない場合、対戦表が完全二分木構造とならず、一回戦に参加しない選手（チーム）が出てくる。その場合は、
- 一回戦に参加しない選手（チーム）をランダムに選ぶ
- 一回戦に参加しない選手（チーム）をレイティングや他の大会での成績をもとに選ぶ
- 途中から敗者復活戦の勝者を参加させる

などの処理をする。
n人（チーム）でシングルイリミネーショントーナメントを行うと、総試合数は (n-1) 試合になる（引き分け再試合・3位決定戦などは除く）。これは試合数が敗者数と一致し、1敗もしない選手（チーム）が1人（チーム）だけ残って優勝者となるからである。例えば、20人（チーム）なら、どんな構成の対戦表でも全試合数は常に19試合となる（引き分け再試合・3位決定戦などが無い場合）。
メジャーリーグベースボールのポストシーズン等、番勝負と併用したトーナメント方式も存在する。UEFAチャンピオンズリーグの決勝トーナメントや夏の全国高校野球選手権と全国高等学校ラグビーフットボール大会の準々決勝以降等、一回戦毎にその都度抽選で対戦相手を決めるトーナメント方式も存在する。この場合、くじ運が左右される。
大会によっては、近隣地区同士の選手（チーム）や、対立や国際紛争など関係が悪い地区同士の選手（チーム）は可能な限り対戦を避けるように振り分けられる場合がある。また、代表選手（チーム）の決定が大幅に遅れた地域や、出場が決まっている選手（チーム）の地元が大災害に見舞われた場合、その選手（チーム）は初戦を最後もしくはそれに近い順に振り分ける場合もある。

#### 特徴
最大の特徴は、一度負ければそこで敗退というギャンブル性の高さである。実力を正確に評価することよりも、一発勝負の面白さを優先した方式だと言える。
利点
- 全ての試合が緊張感のあるものとなる（消化試合が絶対に発生しない）。
- 総試合数を最も少なく抑えることができる。
- 大会最後の1戦（決勝戦）で優勝者が決まるので、興行的に盛り上がる。
- 複数の試合場での並行実施が可能で、試合日程の短縮を図れる（例として、2会場に分けても準決勝まで行える）。

欠点
- 選手/チームごとの試合数に極端なばらつきが生じる（半数もしくはそれ以上が1試合のみの参加となる）。
- 1回戦で優勝者に負けた者と、決勝戦で負けた者などのような、直接に対決していない同士の実力の度合いを量るには適さない。
- 試合場が1箇所しかない場合は、出場者から見て、試合の間隔が不均一である。大会序盤（1回戦と2回戦の間など）は試合間隔が長く、勝ち進んで決勝戦に近づくと連戦で過密日程になる。特に、試合時間が長く、体力の消耗が激しい競技で問題となりやすい（このような弊害は、全国高等学校野球選手権大会などで実際に発生している）。
- 上位に進出するためには必ず決着をつけなければならないため、引き分けはない。そのため、延長戦などが長引いた場合、体力の消耗が激しくなり、次の試合に影響することがある。
- 陸上トラック競技の場合、トーナメント決勝以外において「新記録」を出しても決勝で3位以内に入賞できなければ「記録保持者」にはなれるが、メダル(表彰)を得ることが出来ない。
- 優勝者と準優勝者以外の順位を決定しにくい。準決勝で負けた2者はその順位を決定する「3位決定戦」が行われることもあるが、例えば1回戦で負けた者間ではそれぞれの順位を付けるのは難しくなる。その意味で、(例えば)ベスト16やベスト8等の言い方になる。

#### 適用例
即決性が高く、最後に決勝戦（直接対決）で優勝者が決まるため、各種競技（スポーツ、アトラクション、ゲームなど）における、決勝ラウンド・本選などで使用されることが多い。また、比較的容易に運営でき、観戦者にとって状況把握が容易であるため、アトラクションやバラエティ番組企画での競技や選抜などにも用いられやすい。
- 各種スポーツ競技（サッカー、ラグビー、野球、ハンドボールなど）における世界選手権大会決勝ラウンドや世界大会の本選、日本選手権大会
- 芸能活動ならびに関連の各種プロモーション、バラエティ番組内での競技や選抜など

### ダブルイリミネーション方式

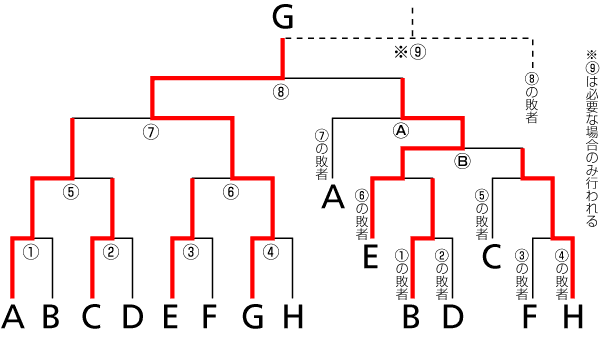
8人参加のダブルイリミネーション式トーナメントの例

ダブルイリミネーション方式（英:  double-elimination tournament）は、一度負けたらそこで敗退となるシングルイリミネーション方式と違い、2敗した時点で敗退となる方式。

#### 方式
通常のシングルイリミネーショントーナメントを行い決勝進出者を決め（勝者サイド）、それと同時に1敗した者同士の間でもシングルイリミネーショントーナメントを行い決勝進出者を決める（敗者サイド）。この2者で決勝戦を行い優勝者を決定する。完全ダブルイリミネーションの場合、決勝戦で敗者サイドを勝ち上がった者が勝った場合、決勝の再戦（リセットと呼ばれる）を行う。将棋の棋王戦が「挑戦者決定戦で勝者側は1勝でよいが敗者側は2勝必要」という方式を採用している。
予選等で勝者サイド・敗者サイド共に次ラウンドに進める場合、決勝戦で敗者サイドを勝ち上がった者が勝った場合でもそのまま優勝者とみなされる場合や、決勝戦は行わずに勝者サイドを勝ち上がった者を1位、敗者サイドを勝ち上がった者を2位とする場合もある。
- 例図では優勝は「G」、準優勝は「E」、3位は「A」、4位は「H」となる。もし決勝試合(8)で勝者サイドの「G」が敗者サイドの「E」に負けたときは双方とも1敗ということになり、再試合を行うと規定する場合がある。たとえば前記の将棋の棋王戦は当初決勝戦の勝者が挑戦となっていたが、「勝者側の決勝戦進出者に敗者復活が認められないのは不当」との声が上がり「挑戦者決定戦で勝者側は1勝でよいが敗者側は2勝必要」という方式に変更された。

#### 利点と欠点
組合せによる有利不利を軽減することができるが、試合数が倍になる。また、同じ対戦カードが複数回起こりやすい（工夫次第で発生しにくくはできるが、絶対に発生しないようにはできない）、決勝戦に進出するチームのどちらかは必ず1敗していることになる。
また、シングルイリミネーション方式のトーナメントより複雑で試合数が増える。これは敗者復活戦は、敗者復活1回戦（1回戦敗者同士）、敗者復活2回戦（復活1回戦勝者vs2回戦敗者）、敗者復活3回戦（復活2回戦勝者同士）、4回戦（復活3回戦勝者vs3回戦敗者）……のように、3回戦以降は勝者側の2倍ずつ試合をしていかなければならなくなるためである。

#### 適用例
- ボウリング競技[7]やビーチバレー、対戦型格闘ゲームの大会で用いられている。なお、日本のプロボウリング競技においてはダブルイルミネーションとも表現される。これは日本のボウリング界が電飾の意味の「イルミネーション (illumination)」と混同したことによる。
- 将棋では棋王戦（前述。ベスト4進出者で実施）や清麗戦の予選がダブルイリミネーション方式を採用。また竜王戦ランキング戦の昇級者決定戦も事実上のダブルイリミネーション方式といえる（本戦出場者決定戦で一度敗れた棋士が昇級者決定戦に回り、ここで無敗で勝ち残ると昇級）。なお、かつては棋聖戦（ベスト16進出者で実施し、2敗せずに勝ち残った8名が挑戦者決定トーナメントに進出）でも採用されていた。
- 2009 ワールド・ベースボール・クラシックの1次・2次ラウンドでも採用されたが、日本と韓国が決勝までに5回対戦するなど、同じ対戦カードが複数回起きるという欠点も露呈した（この教訓から、2013 ワールド・ベースボール・クラシックでは2次ラウンドのみの採用となった）。決勝の再戦を行わない場合、同じ相手との対戦は最大で2回までとなる[8]が、このケースでは1次・2次ラウンドそれぞれ独立のトーナメント表が組まれたためにそれぞれ2回ずつの対戦が生じてしまった。
- 解説例のような参加全チームに同様な権利（2敗するまで残れる）が与えられてはいないが、全日本大学野球選手権大会第25回大会（1976年）で勝者側トーナメントのベスト4進出チームにのみ対象の変則ダブルイリミネーション方式が採用された。結果は、敗者サイド進出チーム（勝者サイドでの準々決勝敗退チーム）が優勝を決めた（対戦としては1度目）が、大会終了後に不評の意見が多く出て、同方式の採用はこの年限りで消滅した。これと同じように全国中等学校優勝野球大会の第2・3回大会でもこれとほぼ同じ形の敗者復活式トーナメントがあったが、敗者復活チームが優勝したことによる異論から廃止された経緯もある（第3回全国中等学校優勝野球大会参照）。
- 柔道では決勝進出者は勝ち残り式で決められるが、決勝以外で敗退した選手のうち準決勝進出者に敗退した選手のみでステップラダー方式で敗者復活戦を行い、最後に準決勝敗退者と決定戦を行い3位を決定するという変則的なダブルイリミネーション方式をとっている。
- 都市対抗野球大会の地区予選ではかつてこのダブルイリミネーション方式で1回戦からすべての敗者が敗者復活トーナメントへの参加する方式を行っていた地区があったが、現在では敗者復活戦への参加が認められるのは東海地区予選を除き上位4～12チームのラウンドのみとなっている。
  - 東海地区予選では2次予選に進出した16チームすべてに敗者復活のチャンスがあるが、準決勝・決勝敗者による敗者復活トーナメント（第2代表決定戦）と1回戦・準々決勝敗者による敗者復活トーナメント（第3代表決定戦）が分離されている。

### パラマストーナメント（ステップラダー）

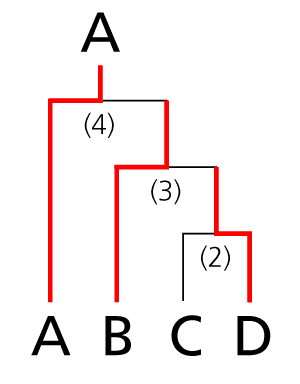
パラマス式トーナメントの例

まずある組合せの対戦を行い、次にその勝者と新たなプレイヤー、次にまた、と行っていき、最終的な勝者が優勝となる方式。極端に山の偏った勝ち残り式トーナメントである。一般には強いプレイヤーほど後に登場する組合せが用いられる。
この方法を、同一条件で選出されたチームやプレーヤーに課すと、公平な組合せ方法とは言えなくなる。しかし、前年やレギュラーシーズン、予選の順位が上のプレーヤーやチーム、あるいは大きな実力差がある強豪リーグの代表チームに、なんらかの優先権を与えるためにあえて不公平にすることを目的に用いられる。
最終的な勝利者だけでなく勝ち星総数が多いものにもなんらかの権利を与えたり、敗者復活戦を導入した複雑な方法も存在する。
例えば、4人（組）で行う場合は
1. 1位選手は自動的に決勝戦、2位選手は準決勝（3位決定戦）に進出
2. まず3位と4位の選手で準々決勝（4位決定戦）を行う
3. 2.の勝者と2位選手が準決勝を行う
4. 更に3.の勝者と1位選手で優勝をかけて決勝戦を行う

#### 適用例
- 日本プロ野球のクライマックスシリーズ（2004-2006年までのパシフィック・リーグのプレーオフ（上位3強決勝トーナメント）も同様）、ラグビーの日本選手権、日本プロバスケットボールbjリーグのプレーオフ（ファーストラウンド・カンファレンスセミファイナル）、バレーボールのVプレミアリーグ（1996年度-1998年度と、2014年度）で適用されている。将棋でも名人戦の挑戦者決定プレーオフ（A級順位戦で3人以上の同率首位者が出た場合）に導入されており、第76期順位戦のA級プレーオフでは6人によるプレーオフが行なわれた。
- 社会人野球や大学野球の地区代表決定戦（本大会への出場チーム決定戦・予選など）において、第二代表以下を決定する際の敗者復活戦に用いられている。
- 囲碁の棋聖戦挑戦者決定トーナメント（2016年第40期以降）や、ボウリング競技、韓国プロ野球・韓国プロバスケットボールの決勝ラウンドなどで用いられている。かつてはイングランドラグビー・プレミアシップでも採用されていた。
- かつてクイズ番組で類似のシステムが採用されることがあった（ベルトクイズQ&Qなど）。
- ソチオリンピックカーリング競技最終予選では、この逆の方式を総当たり戦の上位3チームについて行い、本大会出場2チームを決定した（まず1位と2位で決勝戦を行い、そこで勝ったチームが五輪出場。決勝戦の敗者が3位チームとの2位決定戦を行い、そこで勝ったチームがもう一枠を獲得する）。

#### 通常の勝ち残り式トーナメントと組み合わせた方式
パラマス→シングルイリミネーションとなる方式
序盤戦はパラマストーナメントで行い、終盤戦はシードなしの勝ち残り式トーナメントを行う方式。すべてのシード選手が登場し、ベスト8やベスト16が出揃うと通常の勝ち残り式トーナメントとなる。
- 適用例
  - サッカーのUEFAチャンピオンズリーグでは5ラウンドから成る予選を行い、国別ランキングが上位のチームがより上位のラウンドから登場するシードとなる。予選を勝ち抜いた6チームと本大会にシードされた26チームの32チームでグループリーグを行い、勝ち抜いた16チームで勝ち残り式トーナメントの決勝トーナメントを行う。
  - 囲碁の竜星戦のブロック戦で用いられており、優勝者及び最多連勝者が決勝トーナメントに進出する。
  - 将棋では、銀河戦のブロック戦（囲碁の竜星戦と同じ仕組み）で用いられている。また、竜王戦本戦の1組優勝側の山もステップラダー方式となっている。
  - 天皇杯では1～4回戦までこのステップラダー方式で行い、ベスト16ラウンド以降は通常の勝ち残り式トーナメントで行っていたことがある（J1リーグ所属のチームは4回戦から、J2リーグ所属のチームは3回戦からの登場。アマチュアチームは1～2回戦から登場）。しかし現在ではJリーグクラブの増加によりJ1のチームも2回戦から登場している。

シングルイリミネーション→パラマスとなる方式
準決勝（予選トーナメント）までは通常の勝ち残り式トーナメントで行い、決勝戦は予選トーナメントを勝ち抜いた者とシード選手で行う方式。
- 適用例
  - 囲碁や将棋、チェスなどのボードゲームで採用される挑戦手合制はこれに近い。
  - 全国高等学校サッカー選手権大会や天皇杯 JFA 全日本サッカー選手権大会の都道府県予選で導入される場合がある。この場合、決勝から登場するチームを「スーパーシード」と称することがある。
    - 高校サッカーでは長崎大会で、国見高校が決勝戦から登場するスーパーシードとなった（長崎大会と同時期にU-17日本代表に国見高校の選手が招集されていたため）。また近年では青森大会で青森山田高校が準決勝から登場することがある。
    - 天皇杯ではJ3リーグ参加クラブが多くの県でスーパーシード扱いされる。

  - プロボクシングのタイトルマッチもこの方式の一種と言える。
  - 2024年から行われるFIFAインターコンチネンタルカップでは、ヨーロッパ (UEFA) 代表クラブは決勝から登場する。

### ページシステム方式
パラマストーナメント（ステップラダー）にダブル イリミネーション方式を組み合わせており、敗者復活でも優勝できる可能性を持つ変則的な方式である。

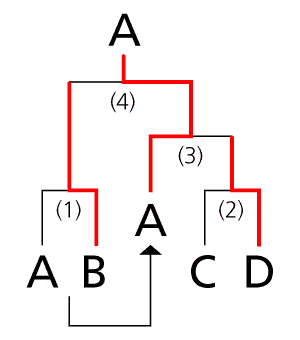
ページシステムトーナメントの例

ラウンド ロビン トーナメントなどによる予選を行い、1位から4位の順位を決定し、以下の手順を汲んで行われる。
1. 準決勝1（プレイオフ1）: 予選の1位Aと2位のBが対戦し、勝者は決勝戦へ進出、敗者は準決勝3へ回る。
2. 準決勝2（プレイオフ2）: 予選の3位Cと4位のDが対戦し、勝者は準決勝3へ進出、敗者は4位が確定する。
3. 準決勝3（3位決定戦）: 1.の敗者と2.の勝者が対戦し、勝者は決勝戦へ進出、敗者は3位が確定する。
4. 決勝: 1.の勝者と3.の勝者が優勝をかけて対戦する。

予選で2位以内に入れば、その時点で3位以内が確定し、初戦で勝てば2位以内が確定する。たとえ本戦の初戦で負けてもまだ優勝の可能性が残る。逆に予選3位以下が優勝するためには、1度も負けずに3連勝する必要がある。予選2位以内に入ることで非常に有利な条件を得ることができるシステムである。

#### 適用例
ソフトボールで用いられている。Vリーグの2005-2006年シーズンのファイナルラウンド、都市対抗野球大会と社会人野球日本選手権大会の四国地区代表決定戦で2006年より、この方式が採用された。オーストラリアサッカーAリーグのファイナルシリーズでも採用されている。
カーリングの日本選手権でも、ページシステムによる決勝トーナメントが行われている（なお、2017年までは(2)の敗者と(3)の敗者の間であらためて3位決定戦を行うという、変則的な方式で行われていた）。以前は世界選手権でもページシステムが採用されていたが、2018年からは、上位6チームによるノックアウト方式の決勝トーナメントに変更されている。オリンピックでは、従前より上位4チームによるノックアウト方式の決勝トーナメントで行われている。
都市対抗野球大会の東海地区と近畿地区予選はダブルイリミネーション方式とページシステムを組み合わせた方式を採用している。

### シード
トーナメントで、強豪選手（チーム）同士が序盤で対戦しないように選手（チーム）を実力順にばら撒くように配置することをシードと呼ぶ。シード (seed) = 種まき が語源である。対戦表が完全二分木構造でない場合、多くの場合はシード対象者の初戦を対戦表上の二回戦目以上からの参加とするが、これはシード対象者への付加特権として無条件に与えているものに過ぎないもので、「対戦表上で対戦数が少ない＝シード」ではない。特別出場枠や一部の選手の予選を免除するケースがあり、これも広義には前述の対戦数を減らす特権の一種であり、実質的にはシードの一種となっているが、本選で語源本来の意味での「対戦表上でのばら撒き配置」の対象になるかどうかはその大会の運営に拠る。対戦表上で機械的にシードを設定するアルゴリズムとして次のような方法が知られている。
1. 最初に過去の成績などから仮の順位を決め、対戦表の片方の端に1位の参加者を、もう片方の端に2位の参加者を配置する。
2. 3位以下を順に、対戦表の頂上から以下のルールに従ってたどることによって配置する。
  - 先に配置されている参加者の数が少ない山を選ぶ。
  - 同数の場合は、山の最下位の順位が低いほうを選ぶ。

例えば6人の参加者をこれに従って配置すると、{1 − (5 − 4)} − {(3 − 6) − 2} という組合せが得られる。8人だと {(1 − 8) − (5 − 4)} − {(3 − 6) − (7 − 2)} となる。
なお、2回戦以降の対戦カードも順次シード順で決めていくという方式もある（NFLのプレーオフなど）。
もっとも、シード順は成績順に並ぶとは限らず、成績の低い選手（チーム）に高いシード順を割り当てることもある。特に地区制度を採用している場合、地区制覇をした選手（チーム）は成績にかかわらずそうでない選手（チーム）よりも高いシード順になる事がある。

#### 適用例
- NHK杯テレビ囲碁トーナメント、NHK杯テレビ将棋トーナメント - 一定の成績がある棋士を予選シードとし、その中でも上位成績の棋士をさらに本戦2回戦シードとしている。

## グループトーナメント
日本語で言う「リーグ戦」「総当たり戦」は、英語では「group tournament（グループ トーナメント）」となる。特に、完全総当たりで、同一カードの対戦が2回（いわゆる「ホーム アンド アウェイ方式」）または1回の場合は「round-robin tournament（ラウンド ロビン トーナメント）」と呼ばれる。また「リーグ戦」「総当たり戦」ではないスイス式トーナメントもグループ トーナメントの一種である。